# Crevalle
Die USS Crevalle (SS-291) war ein U-Boot der US Navy. Es gehörte zur Balao-Klasse und wurde wie alle anderen Boote der Klasse nach einem Fisch benannt. Crevalle ist die englische Bezeichnung für die Pferdemakrele (Caranx hippos), einem Fisch aus der Familie der Stachelmakrelen (Carangidae).
Das U-Boot diente während des Zweiten Weltkrieges auf dem pazifischen Kriegsschauplatz sowie später im Kalten Krieg.

## Technik und Bewaffnung
Die Crevalle war ein diesel-elektrisches Patrouillen-U-Boot der Balao-Klasse. Die Balao-Klasse wurde gegenüber der Gato-Klasse nur geringfügig verbessert und war wie jene für lange offensive Patrouillenfahrten im Pazifik ausgelegt. Insbesondere die Tauchtiefe wurde, basierend auf den Erfahrungen während des Krieges gegen Japan, vergrößert und der Innenraum verbessert. Äußerlich und in ihren Dimensionen glichen sich die Boote beider Klassen weitgehend.

### Technik
Die  Crevalle war 95 Meter lang und 8,3 Meter breit, der Tiefgang betrug maximal 5,1 Meter. Aufgetaucht verdrängte sie 1526 ts, getaucht 2424 ts. Der Antrieb erfolgte durch vier 16-Zylinder-Dieselmotoren von General Motors, Modell 16-278A, die je 1000 kW Leistung hatten. Unter Wasser wurde das U-Boot durch vier Elektromotoren mit insgesamt 2740 PS angetrieben, die ihre Energie aus zwei 126-zelligen Akkumulatoren bezogen. Die Motoren gaben ihre Leistung über ein Getriebe an zwei Wellen mit je einer Schraube ab. Die Geschwindigkeit betrug aufgetaucht maximal 20,25 Knoten, getaucht schaffte die  Crevalle noch 8,75 Knoten. Die mögliche Tauchzeit betrug 48 Stunden, die maximale Konstruktionstauchtiefe lag bei 120 Metern. In den Treibstofftanks konnten 440 Kubikmeter Dieselkraftstoff gebunkert werden, damit hatte das Boot einen Fahrbereich von 11.000 Seemeilen bei 10 Knoten.

### Bewaffnung
Die Hauptbewaffnung bestand aus zehn 533-mm-Torpedorohren, sechs im Bug, vier achtern, für die sich 24 Torpedos an Bord befanden. Vor dem Turm war ein 4-Zoll-Deckgeschütz angebracht. Auf dem Wintergarten waren eine 20-mm-Oerlikon-Maschinenkanone und eine 40-mm-FlaK untergebracht. Zur Ortung feindlicher Schiffe verfügte die USS Crevalle über ein JK/QC- und ein QB-Sonar unter dem Bug, an Deck waren JP-Hydrophone installiert. Am ausfahrbaren Elektronikmast war ein SD-Radar mit 20 Seemeilen Aufklärungsreichweite zur Ortung feindlicher Flugzeuge angebracht, zusätzlich verfügten das U-Boot über ein SJ-Oberflächensuchradar mit etwa zwölf Seemeilen Reichweite. Im getauchten Zustand konnte über das am Periskop angebrachte ST-Radar mit acht Seemeilen Reichweite ebenfalls eine Ortung feindlicher Schiffe erfolgen.

## Geschichte
Die SS-291 wurde am 14. November 1942 bei der Portsmouth Navy Yard in Kittery, Maine auf Kiel gelegt. Der Stapellauf fand am 22. Februar 1943 statt. Die Taufe auf den Namen USS Crevalle nahm Mrs. C. W. Fisher vor. Am 24. Juni 1943 stellte die US Navy die Crevalle in Dienst. Erster Kommandant war Lieutenant Commander H. G. Munson.

### Zweiter Weltkrieg
Die USS Crevalle gehörte zur Pazifikflotte und absolvierte während des Zweiten Weltkrieges sieben Feindfahrten. Für ihre erfolgreichen Einsätze wurde sie mit fünf Battle Stars ausgezeichnet.
Nach Trainingsfahrten im Atlantik verlegte die Crevalle über den Panamakanal in den Pazifik mit Ziel Australien, wo sie am 11. Oktober 1943 einlief. Von dort aus wurde sie gegen die japanische Schifffahrt eingesetzt.

#### Erste Einsatzfahrt (27. Oktober 1943 – 7. Dezember 1943)
Der erste Kriegseinsatz der Crevalle führte über Darwin, wo die Vorräte nochmals ergänzt wurden, in die Sulusee und ins Südchinesische Meer. Nachdem man auf der Anfahrt ein Schiff mit philippinischen Flüchtlingen anhielt und mit diesem Vorräte tauschte, kam es am 10. November 1943 zum ersten Feindkontakt. Der Angriff auf einen Konvoi aus drei Transportern und einem Geleitschiff erfolgte mit zehn Torpedos aus allen Rohren. Einen Treffer beansprucht die Besatzung für sich. Offizielle Bestätigung einer Versenkung blieb aus. Unmittelbar nach dem Angriff griff das Geleitfahrzeug das U-Boot an und zwang es unter Wasser. Der Gegenangriff blieb jedoch wirkungslos.
Am 11. November war Crevalle erfolgreicher und konnte bei einem weiteren Angriff ein 750-ts-Schiff mittels Artillerie versenken. Am 18. November 1943 griff es den Geleitflugzeugträger Akitsu Maru in Begleitung des Torpedobootes Tomozuru vor der Bucht von Manila mit sechs Mark 14-3A-Torpedos an. Der Kommandant behauptet später, eine 18.000-Tonnen-Flugzeugfähre versenkt zu haben. Die Akitsu Maru wird jedoch durch die Blindgänger nicht beschädigt. US-Codebrecher fangen eine Nachricht von der Tomozuru ab und entschlüsseln sie. Diese meldete einen Angriff mit drei Torpedos der keinen Schaden anrichtete. Auch ein von der Besatzung beanspruchte Versenkung eines rund 4000 ts großen Frachtschiffs durch zwei Torpedotreffer am 25. November ist nicht nachweisbar.
Unumstritten ist die Versenkung des japanischen Frachters Tatukami Maru (6783 ts) am 15. November. Einer von vier abgefeuerten Torpedos traf und zerstörte das Schiff. Den folgenden Gegenangriff der Eskorte mit Wasserbomben überstand das Boot unbeschädigt.
Die als Erfolg gewertete Mission endete am 7. Dezember im U-Boot-Stützpunkt in Fremantle. Crevalle erhielt hierfür ihren ersten Battle Star.

#### Zweite Feindfahrt (30. Dezember 1943 – 15. Februar 1944)
Ihr zweiter Einsatz beinhaltete den Befehl, vor Saigon eine Minensperre zu legen. Auf dem Anmarsch spürte die Crevalle am 7. Januar 1944 ein japanisches U-Boot auf und griff es mit zwei Torpedos an. Beide Torpedos explodierten durch fehlerhafte Zünder zu früh und das japanische U-Boot entkam unbeschadet. Eine Woche später legte die Crevalle bei Nacht ihre elf Minen ins Zielgebiet nahe Saigon. Auf dem anschließenden Rückmarsch durch japanische Gewässer verbuchte sie weitere Erfolge:
- 26. Januar: Die Besatzung beansprucht die Versenkung eines schwach bewachten Frachters durch zwei Torpedotreffer.[7]
- 11. Februar: Versenkung eines kleinen Patrouillenbootes (150 ts) durch Artillerietreffer.[7]
- 15. Februar: Alle übrigen Torpedos wurden auf mehrere Schiffe eines japanischen Konvois verschossen. Mehrere Treffer erzielt. Trefferwirkung wurde nur bedingt beobachtet wegen japanischer Gegenwehr.[7],[8]

Die Besatzung beanspruchte auf dieser Feindfahrt 19.000 ts versenkte Tonnage und mindestens drei kapitale Versenkungen für sich. Letztlich wurde der Crevalle nach Sichtung japanischer Quellen nach dem Krieg für diese Feindfahrt nur die Versenkung eines Frachters (2552 ts) offiziell angerechnet. Im Anschluss an die Fahrt wechselte das Kommando über das U-Boot. Henry G. Munson wurde abkommandiert.
Dem U-Boot wurde für seine erfolgreiche Feindfahrt erneut ein Battle Star verliehen.

#### Dritte Feindfahrt (4. April 1944 – 19. Mai 1944)
Am 16. März 1944 übernahm Commander F. D. Walker die Crevalle von seinem Vorgänger und unter ihm stach sie am 4. April erneut in See. Zuvor wurde das Boot in Fremantle überholt und aufmunitioniert. Neben der Aufgabe der Störung des feindlichen Schiffsverkehrs und der Versenkung feindlicher Transport- und Kriegsschiffe erhielt das Boot den Auftrag, von einer Insel der Philippinen 40 Flüchtlinge, darunter 28 Frauen und Kinder, zu evakuieren und diese nach Darwin zu bringen, wo sie am 19. Mai an Land gingen. Geheime japanische Militärdokumente, welche die von der Crevalle evakuierten Philippiner mit sich führten, enthielten wichtige Informationen über die japanische Strategie im Südwestpazifik (Operation Z).
Erfolge der Crevalle auf der dritten Mission:
- Nahe Brunei wurde am 25. April ein kleiner, schwach gesicherter Konvoi mit sechs Torpedos angegriffen und dabei das größte Frachtschiff des Konvois durch zwei Torpedotreffer versenkt. Anschließend tauchte man vor angreifenden feindlichen Flugzeugen ab.[11]
- Angriff auf einen Konvoi am 3. Mai: Im ersten Anlauf erzielte Crevalle zwei Torpedotreffer auf ein japanisches Schiff. Ein Sinken konnte wegen schlechten Wetters nicht beobachtet werden, aber auf dem Radar war anschließend ein Echo verschwunden. Im zweiten Anlauf feuerte das Boot wieder vier Torpedos ab. Anschließend wurde eine schwere Detonation beobachtet. Wiederum war anschließend ein Radarecho verschwunden. Im dritten Anlauf konnte das verbleibende japanische Schiff nicht getroffen werden.[11]
- Angriff auf einen Konvoi am 6. Mai: Der Konvoi bestand aus Handelsschiffen und wurde von mehreren Zerstörern und Flugzeugen gesichert. Mit dem sehr großen Tanker Nisshin Maru fuhr ein besonders lohnendes Ziel im Geleitzug. Trotz der starken Sicherung griff das Wolfpack (U-Boot-Gruppe) 30 Stunden lang an. Die Crevalle versenkte dabei die kapitale Nisshin Maru (16.801 ts). Anschließend entging sie selbst nur knapp der Vernichtung, nachdem japanische Flugzeuge mehrere Bomben auf die abtauchende Crevalle abgeworfen und anschließend Zerstörer die Crevalle über eine halbe Stunde massiv mit Wasserbomben angegriffen hatten. Das Bombardement verursachte Schäden an Ventilen und Armaturen. Wasser brach ein. Das Boot wurde im seichten Wasser bei etwa 60 Metern auf Grund gesetzt. Das Wasser konnte nur mühsam abgepumpt werden und das Boot mit Glück entkommen. Auf dem Rückmarsch nach Australien, mit den 40 Evakuierten an Bord, entging Crevalle am 14. Mai erneut nur knapp und erheblich beschädigt dem Angriff eines japanischen Kriegsschiffes.[11]

Für die dritte Feindfahrt erhielt das Boot erneut einen Battle Star.

#### Vierte Feindfahrt (21. Juni 1944 – 9. August 1944)
Die vierte Feindfahrt absolvierte Crevalle als Teil eines Wolfpacks unter dem taktischen Kommando von Lieutenant Commander Ruben Whitaker auf USS Flasher (SS-249). Die Gruppe, der auch noch USS Angler (SS-240) angehörte, griff am 25. und 26. Juli einen japanischen Geleitzug erfolgreich an. Die aufgrund ihres bis dahin erfolgreichsten Einsatzes eines Wolfpacks als Whittacker's Wolves bekannte Gruppe versenkte zusammen zehn japanische Schiffe, darunter einen leichten Kreuzer. Dem Einsatz wird positive Wirkung auf die Moral der amerikanischen U-Boot-Truppen nachgesagt.
Erfolge der Crevalle auf der vierten Mission: 2,5 versenkte Handelsschiffe (am 25./26. Juli), 1 versenktes bewaffnetes Hilfsschiff (28. Juli), 1 zusammengeschossener Sampan (29. Juni). Nach dem Krieg wurden hiervon 1,5 Versenkungen durch japanische Dokumente bestätigt. Bei ihren Attacken gegen japanische Schiffe wurde die Crevalle mehrfach von japanischen Kriegsschiffen mit Wasserbomben und Bordgeschützen angegriffen und dabei moderat beschädigt.
Erneut wurde das Boot nach Rückkehr von der Feindfahrt mit einem Battle Star ausgezeichnet. Die erfolgreich durchgeführten Operationen des Bootes führten zudem in Summe zu einer Presidential Unit Citation.

#### Fünfte Feindfahrt
Die fünfte Feindfahrt, die letzte unter dem Kommando von Francis D. Walker, musste aufgrund technischer Probleme und eines Tauchunfalls, dem ein Offizier zum Opfer fiel, abgebrochen werden. Das Boot sollte ohnehin nach dem Einsatz nach Pearl Harbor und anschließend zur Überholung an die Westküste der Vereinigten Staaten fahren, was Crevalle in der Folge tat.

#### Sechste Feindfahrt (13. März 1945 – 3. Mai 1945)
Vor der sechsten Feindfahrt übernahm Lieutenant Commander Everett H. Steinmetz den Befehl über die Crevalle. Außerdem wurde das Boot modernisiert. Es erhielt ein spezielles FM-Sonar, das in der Lage war, Minen zu orten, sodass das U-Boot durch Minenfelder manövrieren konnte.
Von Pearl Harbor aus lief das Boot am 13. März mit Kurs auf Guam aus. Am 28. März ging es von Guam aus ins Einsatzgebiet an die Ostküste Chinas. Mit USS Seahorse (SS-304) und USS Bonefish (SS-223) bildete man zeitweilig ein Wolfpack. Zwischen dem 6. und 8. April beteiligten sich die Boote an den Kämpfen gegen einen japanischen Verband mit Kurs auf Okinawa, wo einige Tage zuvor die Alliierten gelandet waren. In der Operation Ten-go ging mit der Yamato das größte jemals gebaute Schlachtschiff unter und mit ihr das letzte einsatzfähige Großkampfschiff der Kaiserlichen Japanischen Marine. Keines der Boote konnte aktiv in die Schlacht eingreifen.
In den folgenden Tagen erzielte die Crevalle zwei Erfolge. Am 9. April gelang die Versenkung eines kleinen japanischen Kriegsschiffs und am 10. April folgte die Versenkung eines 1000-ts-Minenlegers. Am 9. April wurde zudem ein bewaffneter Trawler durch Artillerietreffer beschädigt.
Vom 23. bis 26. April operierte das Boot zusammen mit zwei weiteren, ebenfalls mit dem FM-Sonar nachgerüsteten U-Booten zusammen bei der Aufklärung und Kartierung japanischer Minenfelder zwischen Korea und Kyushu in der Tsushimastraße. Nach dem Krieg erwiesen sich die dabei erstellten Karten als sehr präzise. Am 3. Mai endete der Einsatz in Guam.

#### Siebte Feindfahrt (27. Mai 1945 – 5. Juli 1945)
Die USS Crevalle brach Ende Mai in Richtung Japanisches Meer auf. An der Operation in der durch Minensperren gesicherten See waren insgesamt neun U-Boote beteiligt. Alle waren mit dem FM-Sonar zur Minenortung ausgerüstet. Dabei fuhr sie mehrere Angriffe auf japanische Schiffe. Die Gruppe, die inoffiziell als Hellcats bezeichnet wurde, erzielte erhebliche Erfolge bei ihrem Einbruch ins Japanische Meer, das zuvor weitgehend von U-Boot-Angriffen verschont geblieben war. Am 24. Juni vereinten sich die verbliebenen acht Boote der Operation Barney und brachen gemeinsam durch die enge und stark bewachte La-Pérouse-Straße in den Pazifik und kehrten in die Stützpunkte zurück. Lediglich eines der Boote, die USS Bonefish (SS-223), kehrte nicht von der Mission zurück.
Die Erfolge der USS Crevalle auf dieser Feindfahrt:
- 9. Juni: Versenkung eines Frachters.
- 10. Juni: Versenkung eines Frachters.
- 11. Juni: Versenkung eines Hilfskanonenboots.
- 22. Juni: Beschädigung eines Kriegsschiffes.

Die erfolgreiche Mission endete am 5. Juli.

### Nachkriegszeit
Nach dem Kriegsende verlegte die USS Crevalle zunächst in den Atlantik, lag einige Zeit in New York auf der Werft, und fuhr zuletzt über die Virgin Islands und den Panama-Kanal nach New London, wo sie am 20. Juli 1946 der Reserveflotte übergeben wurde.
Am 6. Dezember 1951 wurde das U-Boot erneut in Dienst gestellt und machte Ausbildungsfahrten und beteiligte sich an Übungen entlang der Ostküste der Vereinigten Staaten sowie in der Karibik. Am 19. August 1955 wurde das Boot wieder außer Dienst gestellt und der Reserve übergeben. Bereits am 11. April 1957 wurde die Crevalle abermals aktiviert. 1960 wurde sie als Unterstützungs-U-Boot klassifiziert. Am 9. März 1962 endete ihr aktiver Dienst in der US Navy. Sie verblieb noch sechs Jahre in Reserve, um am 15. April 1968 aus dem Flottenregister gestrichen zu werden.

## Verbleib
Am 17. März 1971 wurde das U-Boot zum Abwracken verkauft und anschließend verschrottet.

## Trivia
Auf der ersten Feindfahrt kam beim Provianttausch mit einem philippinischen Boot ein lebendes Huhn an Bord der Crevalle. Es wurde auf den Namen Henriette getauft in Anlehnung an den Vornamen des Kommandanten Henry Munson. Das Huhn erhielt seine eigene Uniform und beendete den Einsatz als inoffizielles Besatzungsmitglied.